# Anaxyrus houstonensis
Anaxyrus houstonensis је водоземац из реда жаба (Anura) и фамилије Bufonidae. 

## Угроженост
Ова врста се сматра угроженом.

## Распрострањење
Ареал врсте је ограничен на Сједињене Америчке Државе.

## Станиште
Станишта врсте су шуме, саване, умерено травнати екосистеми и саване и жбуновита вегетација. 